# 中嶋等
中嶋 等（なかじま ひとし）は、松竹株式会社テレビ部在籍のチーフプロデューサー。

## 来歴
1986年入社、翌年テレビ部に配属され、テレビドラマのプロデューサー業に携わる。代表作は『信長の棺』『必殺仕事人2007』『魔弾戦記リュウケンドー』。

## 主な作品
- 変装婦警の事件簿（テレビ朝日）
- 信長の棺（テレビ朝日）
- 必殺仕事人2007（朝日放送）
- 江戸中町奉行所（テレビ東京）
- 敵は本能寺にあり（テレビ朝日）
- 付き馬屋おえん事件帳（テレビ東京）
- 松本清張没後10周年記念企画・黒の奔流（テレビ朝日）
- 魔弾戦記リュウケンドー（テレビ愛知）
- トミカヒーロー レスキューフォース（テレビ愛知）
- 光る壁画（テレビ朝日）